# Sentire le donne
Sentire le donne è il nono libro dello scrittore italiano Aldo Busi, pubblicato originariamente nel 1991 e successivamente riveduto e ampliato dall'autore. Nel 2008 esce per Bompiani la nuova edizione di Sentire le donne con l'aggiunta del racconto inedito Il casto, sua moglie e l'innominabile.

## Struttura
Il libro è una raccolta di racconti e reportages scritti da Busi per conto di alcuni periodici italiani e successivamente raccolti in volume. In esso l'autore punta a raccontare le donne per ciò che realmente sono e non per come appaiono o per come l'uomo le concepisce.

## I racconti
Ogni racconto di Sentire le donne è un ritratto di un personaggio o di una tipologia femminile: si va dalla sensale di case alle coreute di un ballo delle debuttanti sul lago di Como, passando per stilisti, poeti, registi, scrittori, politici italiani ambosessi.